# 549996 Dmitriiguliutin
549996 Dmitriiguliutin este o planetă minoră (asteroid) din centura de asteroizi. A fost descoperită pe 31 octombrie 2011 la  de . 
Obiectul prezintă o orbită caracterizată de o semiaxă mare de 1,9575459199414 UAi, o excentricitate de 0,075585359832679, o înclinație de 21,753482003019 ° în raport cu ecliptica.